# The world today
『The World Today』は、かつて日本ケーブルテレビジョン（JCTV）が制作していたテレビニュース番組。

## 番組概要
CMも含め全編英語のニュース番組。JCTVでは月曜から金曜の19時から38分間の放送で、一部CATV局へも配信されていたほか、地上波テレビにおいては神奈川県の県域UHF局であるテレビ神奈川で、月曜から金曜の23:00-30→24:00-30→23:30-24:00の30分間放送されていた。テレビ神奈川ではヘッドライン直後のオープニングがブルーバックに差し替えられ、最後のお天気などの部分がカットされており、キャスターがトークしている途中で「制作著作 TVK・JCTV」とテロップが出て終了していた。
放送当時まだ英語のニュース番組はほとんどなく、CNNの素材を同じJCTVが手掛け和訳し、テレビ朝日が短編で放送する程度だったため、全編英語のこの番組は在日外国人にとって貴重な存在であった。
テレビ神奈川での放送については、局のある横浜が国際都市ということで外国人（視聴者）の割合が多かったことや、在日米軍人（の視聴者）も多くいたことから放送に至ったと思われる。

## キャスター

### 男性
- フランクロジャース

### 女性
シンディ中村

## 提供
- 五洋建設
- ジオス
- リコー
- 有隣堂

五洋建設のように、この番組のために専用の英語CMが用意され放送された社も存在した。